# روس وين
روس وين (بالإنجليزية: Ross Winn)‏ هو كاتب مقالات أمريكي، ولد في 25 أغسطس 1871 في تكساس في الولايات المتحدة، وتوفي في 8 أغسطس 1912 في ماونت جولييت في الولايات المتحدة.